# Шанфро, Гейл
Гейл Вивиан Шеррифф (англ. Gail Vivian Sherriff, в замужестве Шанфро, Chanfreau, Ловера, Lovera и Бенедетти Benedetti; род. 3 апреля 1945, Австралия) — австралийская и французская теннисистка и теннисный тренер. Четырёхкратная победительница Открытого чемпионата Франции в женском парном разряде, игрок сборных Австралии и Франции в Кубке Федерации.

## Биография
Гейл Шеррифф родилась в 1945 году в семье Росса Шерриффа — одного из ведущих теннисистов Австралии, а впоследствии успешного теннисного тренера. Отец привил Гейл, её старшему брату Фреду и сестре Кэрол навыки игры в теннис. Отличительной особенностью игры Гейл стал сильно подкрученный удар открытой ракеткой, которую она держала западным хватом.
В 19 лет Гейл обыграла тогдашнюю первую ракетку мира Билли Джин Кинг, используя слабость её удара открытой ракеткой и заставляя подолгу разыгрывать мяч с задней линии. В 1966 году Гейл представляла сборную Австралии в Кубке Федерации, принеся команде очко в матче второго круга со швейцарками. В том же году они с Кэрол стали первыми сёстрами со времён Мод и Лилиан Уотсон (и последними до Серены и Винус Уильямс), сыгравшими между собой в основной сетке Уимблдонского турнира. Гейл, бывшая старше на 18 месяцев, обыграла сестру и вышла в третий круг.
На следующий год Шеррифф завоевала свой первый титул в турнирах Большого шлема, выиграв чемпионат Франции в паре с Франсуазой Дюрр. В конце 1968 года она вышла замуж за француза Жана-Батиста Шанфро и переехала во Францию. В дальнейшем она представляла в теннисных соревнованиях эту страну.
В 1970 и 1971 годах Гейл, теперь выступавшая под фамилией мужа, ещё дважды выигрывала с Дюрр чемпионат Франции, теперь имевший статус Открытого. В 1971 году она также дошла на этом турнире до полуфинала в миксте с Пьером Дармоном и до четвертьфинала в одиночном разряде. По пути к этому результату Шанфро со счётом 6-3, 6-4 победила свою бывшую соотечественницу Маргарет Корт, в предыдущем сезоне завоевавшую Большой шлем и уже выигравшую Открытый чемпионат Австралии 1971 года. В том же году они с Дюрр дошли до финала Открытого чемпионата США, и до полуфинала на Уимблдоне. На следующий год Шанфро стала четвертьфиналисткой Открытого чемпионата Австралии в одиночном разряде, проиграв там Керри Харрис.
Свой четвёртый титул на Открытом чемпионате Франции Гейл завоевала в 1976 году, уже под фамилией Ловера. Её второй муж, Жан Ловера, был инженером, ответственным за реконструкцию главного французского теннисного стадиона «Ролан Гарро». Её партнёршей в 1976 году была уже не Дюрр, а уругвайская теннисистка Фиорелла Бониселли. Свой последний финал на «Ролан Гарро» Гейл Ловера сыграла два года спустя в паре с австралийкой Лесли Тёрнер.
Гейл представляла сборную Франции в Кубке Федерации с 1969 по 1980 год, за это время проведя в её составе 51 игру в 35 матчах. Дважды — в 1971 и 1975 годах — она доходила с французской сборной до полуфинала турнира (проиграв соответственно австралийской и чехословацкой командам), а в 1976 и 1978 годах — до финала утешительного турнира. В турнирах Большого шлема в одиночном разряде она в общей сложности четыре раза достигала четвертьфинала — по два раза в Австралии и во Франции. Помимо турниров Большого шлема и Кубка Федерации, наиболее значительными успехами Шанфро были титул чемпионки США в одиночном разряде на грунтовых кортах 1969 года (после победы в полуфинале над Нэнси Ричи) и выход в финал турнира в Цинциннати того же года, где она при счёте 10-10 в решающем сете сдала матч Лесли Тёрнер.
По окончании игровой карьеры Гейл Ловера работала тренером. Среди её учениц, в частности, была 13-летняя Амели Моресмо. Она также продолжала выступать в соревнованиях ветеранов, в том числе четыре раза выиграв цикл турниров для ветеранов старшего возраста и появившись на Уимблдонском турнире уже после достижения 70-летнего возраста. Её третьим мужем стал историк Жан-Филипп Бенедетти.

## Финалы турниров Большого шлема
| Результат | Год  | Турнир                         | Покрытие | Партнёрша          | Соперницы в финале                   | Счёт в финале |
| --------- | ---- | ------------------------------ | -------- | ------------------ | ------------------------------------ | ------------- |
| Победа    | 1967 | Чемпионат Франции              | Грунт    | Франсуаза Дюрр     | Аннетт ван Зил Пат Уодкен            | 6-2, 6-2      |
| Победа    | 1970 | Открытый чемпионат Франции (2) | Грунт    | Франсуаза Дюрр     | Розмари Казалс Билли Джин Кинг       | 6-1, 3-6, 6-3 |
| Победа    | 1971 | Открытый чемпионат Франции (3) | Грунт    | Франсуаза Дюрр     | Хелен Гурле Керри Харрис             | 6-4, 6-1      |
| Поражение | 1971 | Открытый чемпионат США         | Трава    | Франсуаза Дюрр     | Розмари Казалс Джуди Тегарт-Далтон   | 3-6, 3-6      |
| Поражение | 1974 | Открытый чемпионат Франции     | Грунт    | Катя Бургемайстер  | Ольга Морозова Крис Эверт            | 4-6, 6-2, 1-6 |
| Победа    | 1976 | Открытый чемпионат Франции (4) | Грунт    | Фиорелла Бониселли | Хельга Ниссен-Мастхофф Катлин Хартер | 6-4, 1-6, 6-3 |
| Поражение | 1978 | Открытый чемпионат Франции     | Грунт    | Лесли Тёрнер       | Вирджиния Рузичи Мима Яушовец        | 7-5, 4-6, 6-8 |